# هجرة الطيور

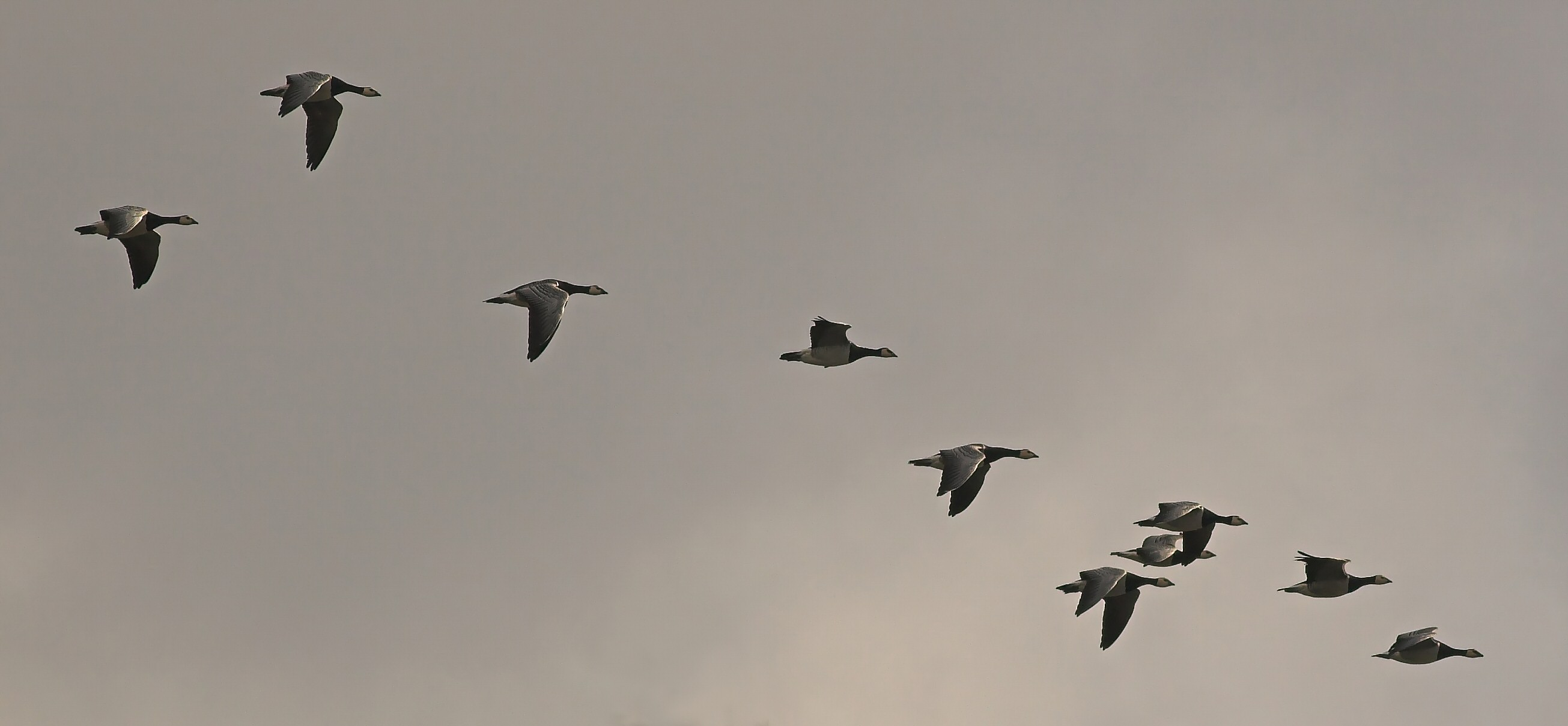
سربٌ من الإوز أبيض الرأس أثناء هجرة الخريف

أمثلةٌ للمساراتِ الطويلة لهجرة الطيور

هِجْرَة الطّيُور هي حركةٌ موسميةٌ مُنتظمة، عادةً ما تكون باتجاه الشمال والجنوب على طول مسار الطائِر، وتكون بين مناطق التكاثر [الإنجليزية] ومناطق التشتية (إمضاء الشتاء). تُهاجر أنواعٌ عديدة من الطيور، وذلك على الرغم من أنَّ هجرة الحيوانات عمومًا تنطوي على مخاطر عاليةٍ من الافتراس والوفاة، خصوصًا الناجمة عن الصيد البشري لها والذي يرتبطُ بالحاجة الأساسية لتوفير الطعام. تحدث هجرة الطيور غالبًا في نصف الأرض الشمالي، حيثُ تُجبر الطُيور على سلك مساراتٍ مُحددة بحواجز طبيعية مثل البحر الأبيض المتوسط أو البحر الكاريبي.
وُثقت هجرةُ أنواعٍ مثل اللقلق والقمري والسنونو منذُ حوالي 3000 عامًا من قبل مؤلفين يونانيين قدماء مثل هوميروس وأرسطو، كما وُثقت في سفر أيوب. فيما بعد، بدأ يوهانس ليتشي بتسجيل مواعيد وصول الطيور المُهاجرة في فصل الربيع في فنلندا عام 1749، أما الدراسات العلمية الحديثة فقد استخدمت تقنياتٍ تشمل تعريف الطيور وتتبعها [الإنجليزية] بالأقمار الصناعية. أدى تدمير موائل الطيور وخاصة مناطق التوقف وإمضاء الشتاء إلى ازدياد التهديدات والمخاطر على الطيور المهاجرة، كما عملت الهياكل مثل خطوط الكهرباء ومزارع الرياح على زيادة التهديدات أكثر.
تُعتبر الخرشنة القطبية أكثر الطُيور هجرةً لمسافاتٍ طويلة، حيثُ تسافر سنويًا بين مناطق التكاثر في المنطقة القطبية الشمالية والمنطقة القطبية الجنوبية. بعض أنواع النوئيات مثل القطرسيات تدور حول الأرض، وتحلق فوق المحيطات الجنوبية، بينما تهاجر أنواعٌ أخرى مثل جلم ماء مانكس حوالي 14,000 كم (8,700 ميل) بين مناطق تكاثرها الشمالية والمحيط الجنوبي. تُعتبر الهجرات القصيرة شائعةً، بما في ذلك الهجرات الرأسية على الجبال مثل جبال الأنديز والهيمالايا.
يبدو بأنََ توقيت هجرة الطيور يُضبط بشكلٍ أساسيٍ عبر التغييرات طوال اليوم. تتنقل الطيور المُهاجرة باستخدام علاماتٍ سماوية من الشمس والنجوم، والحقل المغناطيسي للأرض، والخرائط الذهنية.

## تاريخيًا
في المحيط الهادئ، تشير التقنيات التقليدية التي استخدمها الميكرونيزيون والبولينيزيون للعثور على الأراضي إلى أن تسجيل مراقبة هجرة الطيور وتفسيرها بدأ منذ أكثر من 3000 عام. في التقاليد الساموية، على سبيل المثال، أرسل تاجالوا ابنته سينا إلى الأرض على شكل طائر، (طائر تولي)، لإيجاد أرضٍ جافة، وتشير كلمة تولي على وجه التحديد إلى الطيور الخوّاضة القادرة على تحديد الأراضي، وغالبًا ما يشير الاسم إلى زقزاق المحيط الهادئ الذهبي. سُجّلت هجرة الطيور في أوروبا منذ ما لا يقل عن 3000 سنةٍ خلت، وقد اهتمّ بذلك كتّاب اليونان القديمة هسيودوس وهوميروس وهيرودوت وأرسطو. ذكرت الهجرة في كتابين من نُسخ الكتاب المقدّس. يشير سفر أيوب إلى الهجرات بالسؤال: "هل ببصيرتك يحوم الصقر وينشر جناحيه جنوباً؟" تتضمن نبوءة سفر إرميا التعليق التالي: "حتى اللقلق في السموات يعرف مواسمها، ويعرف القمري والسمامية والكركي وقت وصولهم."
سجّل أرسطو أن طيور الكركي رحلت من سهوب سكيثيا إلى المستنقعات عند منابع نهر النيل، وهي ملاحظة كرّرها بلينيوس الأكبر في كتابه "التاريخ الطبيعي".

### هجرة السنونو مقارنةً بالسبات الشتوي

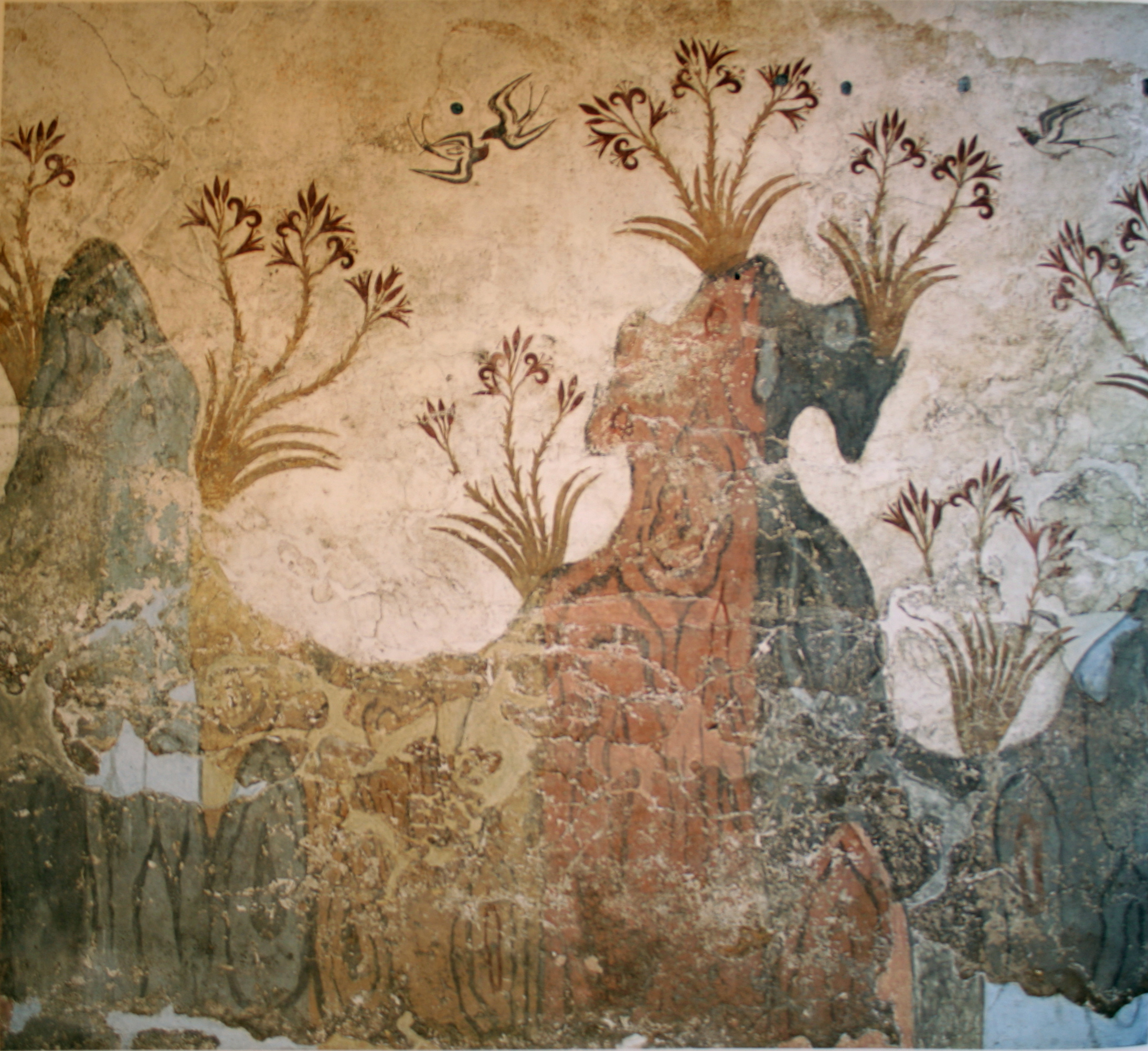
Minoan تصوير جصي لطيور السنونو في أكروتيري في فصل الربيع، تعود لعام 1500 ق.م.

اعتقد أرسطو أن السنونو وطيور أخرى تسبت. استمر هذا الاعتقاد حتى عام 1878، عندما وضع إليوت كيويس قائمةً بعناوين ما لا يقل عن 182 بحثاً تناولت سبات السنونو. حتى أن غيلبرت وايت، الأكثر انتباهاً، الذي نشر كتابه التاريخ الطبيعي لسيلبورن، نقل قصةً عن رجلٍ عن العثور على طيور السنونو في انهيار جرف طباشيري «بينما كان تلميداً في برايتيلمستون»، على الرغم من أن الرجل نفى أنه كان شاهد عيان. لكنه كتب أيضاً أنه «فيما يتعلق بالعثور على السنونو بحالةٍ مسبتة خلال فصل الشتاء في جزيرة وايت أو في أي جزء من هذا البلد، إلا أنني لم أسمع أبداً عن أي أمر يستدعي الاهتمام به»، وأنه «لو وجدت طيور السنونو الأولى جليداً أو ثلوج فإنها تنسحب مباشرةً لفترة من الوقت، وظرف الاختفاء مفضل أكثر من الهجرة، وذلك أنه كان يشكك في عودتها لمدة أسبوع أو أسبوعين إلى مناطق خطوط العرض الأكثر دفئاً».

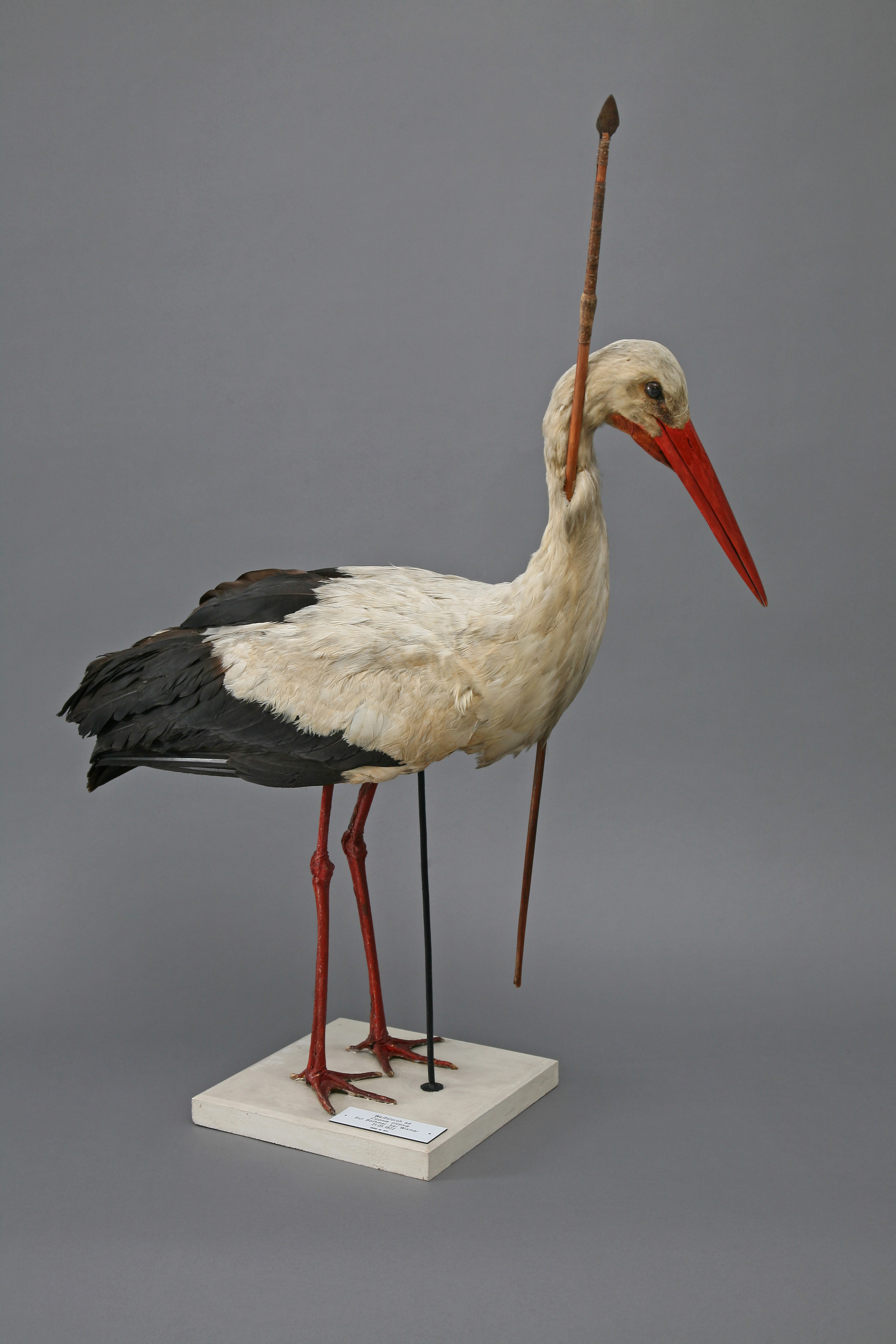
أثبت لقلق السهم، الذي عثر عليه في عام 1822، أن الطيور تهاجر بدلاً من السبات أو تغيير شكلها في الشتاء.

يصف بيويك تجربةً نجحت في إبقاء السنونو على قيد الحياة في بريطانيا لعدة سنوات، حيث بقيت الطيور دافئة وجافّة خلال الشتاء. ويختتم:

### لقلق السهم
في عام 1822 في ولاية مكلنبورغ الألمانية، عُثرَ على لقلقٍ أبيض مُصابٍ بسهمٍ مصنوعٍ من خشب مناطق وسط أفريقيا الصلب، ويُعتبر هذا نوعًا ما دليلًا أوليًا على هجرة اللقالق لمسافاتٍ طويلة. أُشير إلى هذا اللقلق باسم "Pfeilstorch"، وهي كلمةٌ ألمانية تعني لقلق السهم. منذ ذلك الوقت، وُثق العثور على قرابة 25 لقلقاً مصاباً بسهم (Pfeilstorch).

## سلوك الهجرة الليلي
عند القيام بالهجرة الليلية، تقوم العديد من الطيور بسلوك للتواصل فيما بينهم يسمى «نداء الهجرة الليلية»، وهي وسيلة تواصل تستخدمها الطيور عند قيامهم بالهجرة في وقت الليل، حيث أنه من المرجح أن تعمل هذه النداءات على الحفاظ على تكوين السرب، كما تعمل على التقليل من فرص التصادم بين أفراد السرب المهاجر، وفي بعض الأحيان يمكن لها أن تحمل ترميز جنس الطير الذي يقوم بإطلاقها.
تهبط الطيور المهاجرة ليلاً في الصباح وتتوقف لبضعة أيام لتتغذى ثم تستأنف رحلتها، ويطلق على هذه الطيور في تلك المناطق التي تتوقف فيها مؤقتاً للتغذى أو المناطق التي تقوم بعبورها في طريقها إلى وجهتها اسم «المهاجرين العابرين».
ومن مزايا الهجرة الليلية هي أن الطيور المهاجرة ليلاً تقلل من الدمار الذي تسببه للمزروعات، كما أنها تجنب نفسها التعرض لضربة شمس نتيجة التعرض الطويل لأشعة الشمس وارتفاع درجة الحرارة خلال النهار، وتستطيع أن تتغذى خلال النهار، إلا أن أحد عيوب الهجرة الليلية هي شح النوم، لكن يمكن للطيور تغيير عادات نومها لتعويض هذا النقص.
ويمكن تتبع رحلات الهجرة الليلية باستخدم البيانات الموجودة على رادارات الطقس، والتي يمكن استخدامها لتقدير عدد الطيور المهاجرة في ليلة معينة، ولمعرفة اتجاه الهجرة. وتقوم الأبحاث المستقبلية في هذا المجال على العمل على الكشف التلقائي للطيور المهاجرة ليلاً التي تستخدم المناداة الليلية في التواصل وتحديد هويتها، حيث يمكن أن تكون لهذه الأبحاث آثار واسعة على حفظ الأنواع وإدارة الأراضي.

## الهجرة لمسافات طويلة
ترتبط الصورة النمطية لهجرة الطيور بالطيور البرية الشمالية، مثل السنونو والطيور الجارجة، التي تقوم برحلات طويلة إلى المناطق المدارية. تقضي أنواع عديدة من طيور المنطقة المتجمدة الشمالية كالبطيّات والشرشوريات الشتاء في مناطق ذات مناخ معتدل، أي في مناطق ذات شتاء أكثر اعتدالاً. على سبيل المثال، يهاجر الإوز وردي القدمين من آيسلندا إلى بريطانيا العظمى والدول المجاورة، في حين يهاجر الجنك داكن العيون من مناطق المناخ شبه القطبي والتندرا إلى الولايات المتحدة المجاورة. ويهاجر الحسون الأمريكي من غابات الصنوبر إلى أراضٍ تمتد من الشمال الغربي جنوب الولايات المتحدة إلى غرب ولاية أوريغون. تنتقل بعض أنواع البط، كالشرشير الصيفي كلياً أو جزئياً إلى المناطق المدارية. ويتبع خطاف الذباب الأبقع اتجاهات الهجرة والتكاثر في آسيا وأوروبا ويقضي الشتاء في أفريقيا.
تحدد طرق الهجرة وأماكن قضاء الشتاء اعتمادا على السلوك الوراثي وعلى النظام الاجتماعي لأنواع الطيور. في أنواع الطيور التي تعيش طويلاً كاللقالق البيضاء، يقود السرب عادةً أكبر الأعضاء سناً ويتعلم الأصغر سناً مسار رحلتهم الأولى. في الأنواع ذات الأعمار القصيرة التي تهاجر وحدها، كطائر أبو قلنسوة أو الوقواق أصفر المنقار، تتبع الطيور في هجرتها الأولى مساراً محدداً وراثياً.
بالعادة، لا تتبع الطيور المهاجرة لمسافات طويلة خطاً مستقيماً بين الأراضي التي تتكاثر فيها والأراضي التي تقضي فيها فصل الشتاء. بل تتبع خطاً مقوساً أو مساراً خطافيّ الشكل، وطرق التفافية حول العوائق الجغرافية أو نحو الموائل التي ستتوقف فيها. بالنسبة لمعظم الطيور الأرضية، قد تتشكل هذه العوائق من البحار والمسطحات المائية الكبيرة أو السلاسل الجبلية العالية أو عدم توفّر مناطق للتوقف فيها وعدم وجود مناطق للتغذية منها، أو عدم توفر عواميد دافئة (وهذه مهمة للطيور ذات نطاق الأجنحة الواسع). إضافة لذلك، ثمة مسارات هجرة عديدة دائرية وذلك بسبب تاريخها التطوري: فنطاق تكاثر الأبلق الشمالي امتدّ ليشمل نصف الكرة الأرضية الشمالي بأكلمه، لكن لا تزال الأنواع تهاجر إلى ما يزيد عن 14,500 كيلومتراً بطريقة متوارثة عن الأسلاف للوصول إلى الأراضي التي تقضي فيها الشتاء في أفريقيا جنوب الصحراء بدلاً من البحث والعثور على مناطق جديدة أكثر قرباً من مناطق تكاثرها.
الاعتبارات التي تتعلق بالحواجز والطرق الالتفافية التي تنطبق على هجرة الطيور الأرضية هي نفس الاعتبارات التي تنطبق على هجرة الطيور المائية، لكن بطريقة معاكسة: فالأراضي الشاسعة التي لا تتضمن مسطحات مائية توفر مصادر غذاء في نفس الوقت قد تشكّل عائقاً للطيور التي تتغذى في المياه الساحلية. تُراقَب الطرق الالتفافية المتبعة لتجنب هذه العوائق: على سبيل المثال، يهاجر الإوز الأسود من تايميار إلى بحر وادن عبر ساحل البحر الأبيض وساحل بحر البلطيق بدلاً من عبور المحيط المتجمد الشمالي وشمال إسكندنافيا مباشرةً.

## علم وظائف الأعضاء والسيطرة
يتم التحكم في الهجرة وتوقيتها جينيًّا، حيث يظهر أن هذا السلوك هو خاصية بدائية تطورت مع الطيور وموجودة حتى في الأنواع التي لا تهاجر منها، أما القدرة على الملاحة وتحديد الاتجاهات فهي عملية أكثر تعقيدًا وتتطلب كلاً من التنشؤ الداخلي والتعليم.

### التوقيت
يعد التغير في طول النهار إشارة أساسية للطير لمعرفة توقيت الهجرة، حيث أن هذا التغير مصحوب بتغيرات هرمونية في جسم الطير ومن خلال ذلك يعرف الطير التوقيت المناسب للهجرة.
خلال الفترة التي تسبق الهجرة؛ تُظهر الطيور نشاطًا ملحوظًا أو ما يُسمى بـ«أرق الطيور المهاجرة» (بالألمانية: Zugunruhe) - وتم استحداث هذا المصطلح لأول مرة من قبل يوهان فريدريش ناومان عام 1795 - كما تطرؤ عدة تغييرات فسيولوجية كزيادة تراكم الدهون. وقد أثبت ظهور علامات أرق الطيور المهاجرة في الطيور الأسيرة (التي تتم تربيتها في أقفاص) والتي لا تستطيع الشعور بالمنبهات البيئية (كالتغير في طول النهار وانخفاض درجة الحرارة) دور التنشؤ الداخلي في التحكم في هجرة الطيور. حيث تظهر الطيور المحبوسة اتجاه رحلة تفضيلي والذي يتوافق مع اتجاه الرحلة الذي كانت لتتخذه في الطبيعة، كما أنها تغير اتجاهها التفضيلي في نفس الوقت الذي تقوم فيه مثيلاتها من نفس النوع بتغيير مسارهم في البرية.
في الأنواع التي تمارس تعدد الزوجات وتتجلى فيها مثنوية الشكل الجنسية بشكلٍ واضح، يميل الذكور للعودة إلى مواقع التكاثر في وقتٍ أبكر من الإناث، ويسمى هذا بـ«تبكير الذكورة» أو «نضوج الطلع».

## العوامل التطورية والبيئية
تتسم هجرة الطيور بدرجة عالية من عدم الاستقرار وقابلية التغيّر، ويعتقد أن هذه الخاصية تطورت في العديد من سلالات الطيور بشكل مستقل بعضها عن بعض. على الرغم من أن التكيّف السلوكي والفسيولوجي اللازم للهجرة يخضع للسيطرة الجينية، إلا أن بعض المؤلفين لا يجدون أن التغيير الجيني مهم في تطوير سلوك الهجرة في الأنواع المستقرة لأن الإطار الوراثي موجود في جميع سلالات الطيور تقريباً. وهذا يفسّر ظهور سلوك الهجرة بسرعة بعد الذروة الجليدية الأخيرة.
تظهر التحليلات النظرية أن الطرق الالتفافية التي تزيد من مسافة الرحلة بنسبة تصل إل 20% عادةً ما تكون قابلة للتكيف وفقاً لمبادئ الديناميكا الهوائية - فالطائر الذي يحشو نفسه بالطعام لعبور حاجز طويل يكون طيرانه أقل كفاءة. مع ذلك، تظهر بعض الأنواع مسارات دائرية للهجرة تعكس الامتدادات النطاقية التاريخية وهذا السلوك ليس مثالياً من الناحية البيئية. مثال ذلك هجرة طيور "سمنة سوانسون عبر القارات حيث تطير شرقاً عبر أمريكا الشمالية قبل أن تتجه جنوباً عبر فلوريدا للوصول إلى شمال أمريكا الجنوبية؛ يعتقد أن هذا المسار كان نتيجة لتوسيع النطاق الذي حدث قبل حوالي 10,000 عام. قد تكون المسارات الالتفافية ناتجة أيضاً عن حالات الرياح التباينية ومخاطر الافتراس أو عوامل أخرى.

### التغيّر المناخي
من المتوقع أن يؤثر الاحتباس الحراري واسع النطاق على مواقيت الهجرة. أظهرت الدراسات وجود مؤثّرات متنوعة، بما فيها تغيّر مواقيت الهجرة، والتكاثر وتناقص الأعداد. وسّعت العديد من أنواع الكائنات نطاقاتها كنتيجة محتملة لتأثير الاحتباس الحراري. ويكون هذا التوسّع في بعض الأحيان بشكل عودة انضمام الطيور المشتتة المنفردة إلى الأسراب المهاجرة وانتظامها في المجموعات. في الوقت الحالي، لا تزال التشريعات وآليات حماية الطيور تعاني بطأ في إدراك مفهوم تحولات نطاقات الطيور المهاجرة جراء تغييرات المناخ.

## التأثيرات البيئية
تساعد هجرة الطيور حركة أنواع كائنات أخرى أيضاً، بما في ذلك انتقال الطفيليات مثل لبوديات الشكل والقمل، والتي تحمل بدورها الميكروبات بما فيها تلك التي تؤثر على صحة الإنسان. نظراً لانتشار إنفلونزا الطيور عالمياً، تمت دراسة هجرة الطيور كآلية محتملة لانتقال المرض، لكن لم يثبت وجود خطر منها؛ بل أن استيراد الطيور المحلية والحيوانات الأليفة يشكل تهديداً أكبر في هذا السياق. بعض الفيروسات التي تنتشر في الطيور دون أن تؤثر عليها بصورة فتاكة مثل فيروس غرب النيل قد تنتشر عن طريق الطيور المهاجرة. قد يكون للطيور دور في نشر حبوب لقاح النباتات والعوالق.
تستفيد بعض المفترسات من كثافة أعداد الطيور أثناء الهجرة. تتغذى الخفافيش الضخمة على الطيور المهاجرة ليلاً أثناء طيرانها. كما تتخصص بعض الطيور الجارحة في اقتناص الطيور الخواضة المهاجرة.

## التهديدات والحفظ

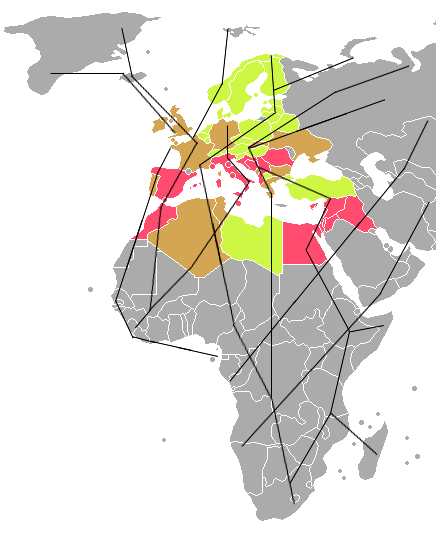
طرق الهجرة والدول يمارس فيها الصيد غير القانوني في أوروبا

هدّدت العديد من الأنشطة البشرية أنواع الطيور المهاجرة. فالمسافات التي تقطعها الطيور تتضمن عبور حدود سياسية بين الدول، وعليه فإن تدابير الحفظ تتطلب تعاوناً دولياً. تم توقيع العديد من المعاهدات الدولية لحماية أنواع الطيور المهاجرة، منها قانون معاهدة الطيور المهاجرة لعام 1918 في الولايات المتحدة. and the الاتفاقية الأفريقية الأوراسية للحفاظ على الطيور المائية المهاجرة
تمركز الطيور خلال الهجرة يزيد من الخطر. فقد وصلت بعض الأنواع المهاجرة إلى حدّ الانقراض؛ فخلال هجرة الحمام المهاجر، كان امتداد الأسراب الضخمة يصل إلى ميل (1.6كم) عرضاً و300 كم طولاً، فيعتم السماء، وتستغرق بذلك عدّة أيام للمرور فوق المنطقة الواحدة.
وتعتبر مواقع التوقف بين مناطق قضاء الشتاء ومواقع التكاثر من المناطق المهمة الأخرى. لم تظهر دراسة حول الاستيلاء وإعادة الاستيلاء في مواقع التكاثر وقضاء الشتاء ارتباطاً مماثلاً بمواقع التوقف.
يهدد الصيد في مناطق مسارات الهجرة بعض أنواع الطيور. انخفضت أعداد طيور الكركي السيبيري التي تقضي الشتاء في الهند بسبب الصيد في طريق الهجرة، خاصة في أفغانستان وآسيا الوسطى. وقد شوهدت الطيور المهاجرة التي كانت تقضي الشتاء في متنزه كيولاديو الوطني آخر مرة عام 2002. كما أن الهياكل العمرانية والحضرية كأعمدة الكهرباء وعنفات الرياح ومنصات النفط البحرية تؤثر على الطيور المهاجرة. من المخاطر الأخرى التي تحوف بهجرة الطيور التلوث والعواصف وحرائق الغابات وتدمير الموائل على طول طرق الهجرة، وقلة الغذاء الذي تحتاجه الطيور المهاجرة في مناطق التوقف. على سبيل المثال، في مسارات الطيران الآسيوية الشرقية-الأسترالية، دمّر حوالي 65% من الموائل الرئيسية في البحر الأصفر من عقد الخمسينيات.